# Falda

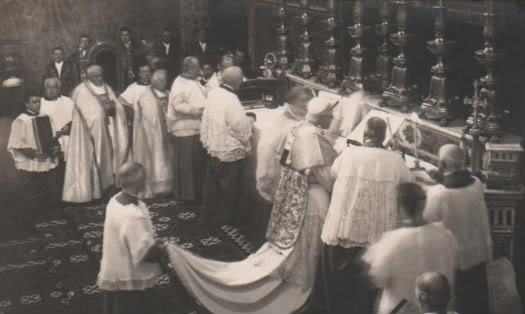
Św. Pius X odprawia Mszę świętą, papieski ceremoniarz trzyma ogon szaty

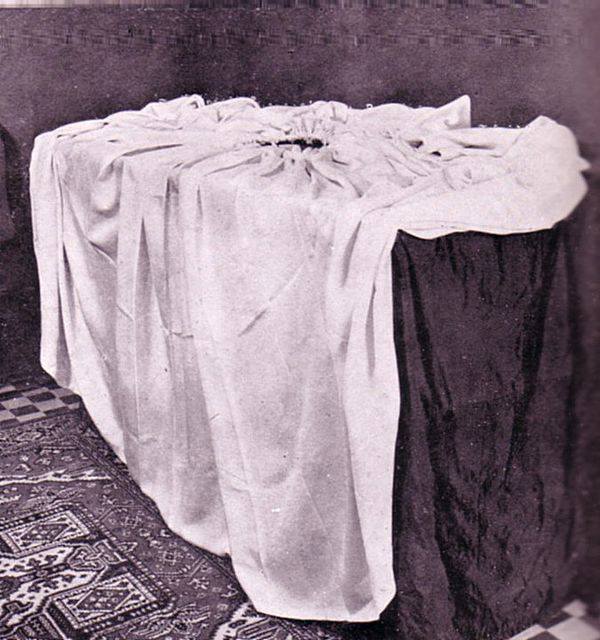
Falda przygotowana dla Piusa XII, 1950

Falda, fimbria (hiszp. falda – spódnica) – szata liturgiczna używana niegdyś w liturgii papieskiej. Do użycia weszła najprawdopodobniej za pontyfikatu Juliusza II, poprzedzając sutannę z trenem, której wówczas jeszcze nie znano.
Używać jej może także patriarcha Lizbony wraz z innymi pontyfikaliami przynależącymi do godności papieskiej na mocy specjalnego przywileju nadanego przez papieża Benedykta XIV na skutek zabiegów korony portugalskiej, pochłoniętej w tamtym czasie rywalizacją z dworem hiszpańskim. Pozwolenie na używanie papieskich westymentów miało podnieść prestiż utworzonego w 1716 roku patriarchatu.

## Wygląd
Falda ma postać bardzo szerokiej i długiej spódnicy uszytej z białego jedwabiu. Papież nakłada ją bezpośrednio na sutannę z białej jedwabnej mory, przed wszystkimi innymi paramentami (nawet albą). Mistrz papieskich ceremonii nakłada ją biskupowi Rzymu przez głowę i zawiązuje wokół bioder podwójnym jedwabnym sznurem ze srebrnymi ozdobnikami na końcu. Gdy papież idzie, falda ze względu na swoją długość i szerokość musi być podtrzymywana przez cztery osoby – dwóch mistrzów ceremonii (z przodu) i dwóch tajnych szambelanów papieskich (z tyłu).
Długość i rozłożystość faldy ma symbolizować bezgraniczną miłość namiestnika Chrystusowego do wiernych.

## Używanie
Falda używana była nie tylko podczas czynności liturgicznych (odprawiania uroczystych nabożeństw, tzw. kaplic papieskich, na które składały się m.in. msze solenne czy poszczególne części oficjum), ale także podczas tajnych i publicznych konsystorzy, podczas których papież przywdziewał jedynie strój chórowy i skróconą wersję faldy (fimbria minori).
Używanie faldy zarzucono na krótko przed soborem watykańskim II – ostatni raz założył ją papież Jan XXIII podczas swojej koronacji.